# Egilnuten
Der Egilnuten ist ein 2640 m hoher Berg im ostantarktischen Königin-Maud-Land. In der Sverdrupfjella ragt er an der Ostseite des Isingen auf.
Erste Luftaufnahmen entstanden bei der Deutschen Antarktischen Expedition (1938–1939). Norwegische Kartografen kartierten ihn anhand von Luftaufnahmen der Norwegisch-Britisch-Schwedischen Antarktisexpedition (NBSAE, 1949–1952) und der Dritten Norwegischen Antarktisexpedition (1956–1960). Namensgeber ist Egil Rogstad (1908–1897), Funker bei der NBSAE.